# Przekrój geologiczny

Przekrój geologiczny złóż kopalni Blegny w Belgii

Przekrój geologiczny – graficzne przedstawienie modelu budowy fragmentu litosfery na pionowej płaszczyźnie cięcia, wykonanego na podstawie analizy powierzchniowych oraz wgłębnych danych geologicznych i geofizycznych, zebranych z otoczenia tej pionowej płaszczyzny.
Przekrój geologiczny, poza profilem morfologicznym przecinanego fragmentu litosfery z kierunkami świata, ma wrysowany poniżej układ ciał skalnych, opatrzonych odpowiednimi szrafurami lub giloszem, opisanych odpowiednią symboliką oraz zabarwionych odpowiednimi unormowanymi kolorami (charakterystycznymi dla poszczególnych jednostek stratygraficznych).